# Israel Military Industries
IMI Systems wcześniej jako Israel Military Industries (znany także jako Taas lub IMI) – izraelski producent broni, a w szczególności broni palnej, amunicji i technologii militarnych. Głównym klientem IMI są izraelskie służby specjalne oraz Armia Obrony Izraela. Najbardziej rozpoznawalnym produktem firmy jest pistolet maszynowy Uzi. Pod koniec 2018 IMI zostało przejęte przez Elbit Systems za cenę 495 mln USD.

## Produkty
- Wildcat – transporter opancerzony typu MRAP w układzie 4x4
- COMBATGUARD – opancerzony wóz bojowy w układzie 4x4
- Dror wz. 2 – karabin maszynowy
- Galil – karabin automatyczny
- Galil ACE – karabin automatyczny
- TAR-21 – karabinek szturmowy
- Negev – karabin maszynowy
- Uzi – pistolet maszynowy
- Jericho 941 – pistolet samopowtarzalny
- SP-21 Barak – pistolet samopowtarzalny
- Desert Eagle – pistolet samopowtarzalny
- MAPATS – przeciwpancerny pocisk kierowany
- Delilah – pocisk manewrujący
- MARS – pocisk powietrze-ziemia
- MAR-290 – system rakietowy
- LAR-160 – system rakietowy
- AccuLAR – system rakietowy
- Lynx – system rakietowy
- EXTRA – system rakietowy
- Romach – system rakietowy
- Predator Hawk – system balistyczny
- MSOV – bomba szybująca
- FASTLIGHT – bomba szybująca
- MPR500 – lotnicza bomba penetrująca nowej generacji o wagomiarze 500 funtów (ok. 230 kg), której siła oddziaływania odpowiada sile klasycznego ładunku 2000-funtowego typu Mk 84[2]
- Iron Fist(inne języki) – system obrony aktywnej
- MG251 – armata czołgowa IMI 120 mm
- Blazer – pierwszy izraelski pancerz reaktywny
- Stylet – moździerzowa amunicja precyzyjna kalibru 120 mm z naprowadzaniem GPS/INS[3]

## Pistolety i karabinki
Pistolety i karabinki produkowane przez Taas należą do najbardziej popularnych produktów tego typu. Pistolet maszynowy Uzi jest jednym z najbardziej popularnych pistoletów maszynowych na świecie. Znajduje się on na wyposażeniu m.in. wojsk lądowych Izraela (wycofany z uzbrojenia w 2004 roku, zastąpiony przez karabiny MTAR-21), Belgii, Niemiec, Holandii, Iranu, Tajlandii i Wenezueli. Zostały też w niewielkiej ilości zakupione przez polską policję. Można je oglądać m.in. w rękach policjantów strzegących ambasady USA w Warszawie.
Galil to wysoce zmodernizowana wersja Kałasznikowa, samoczynny i samopowtarzalny karabinek szturmowy. Negev to ręczny karabin maszynowy. Jericho 941 to samopowtarzalny pistolet wzorowany na czechosłowackim CZ 75.
W latach 80. amerykański projektant broni, Magnum Research, podpisał z IMI kontrakt dotyczący redesignu pistoletu Magnum. W ten sposób powstał Desert Eagle; używający bardzo silnej amunicji pisolet stał się sławny dzięki amerykańskim filmom i grom typu FPS.